# Yvon Chouinard
Yvon Chouinard (Lewiston (Maine), 9 november 1938) is een Amerikaanse bergbeklimmer, ondernemer en activist. Hij is oprichter van het kledingmerk Patagonia, dat bekend staat om zijn inzet voor de bescherming van het milieu.

## Biografie

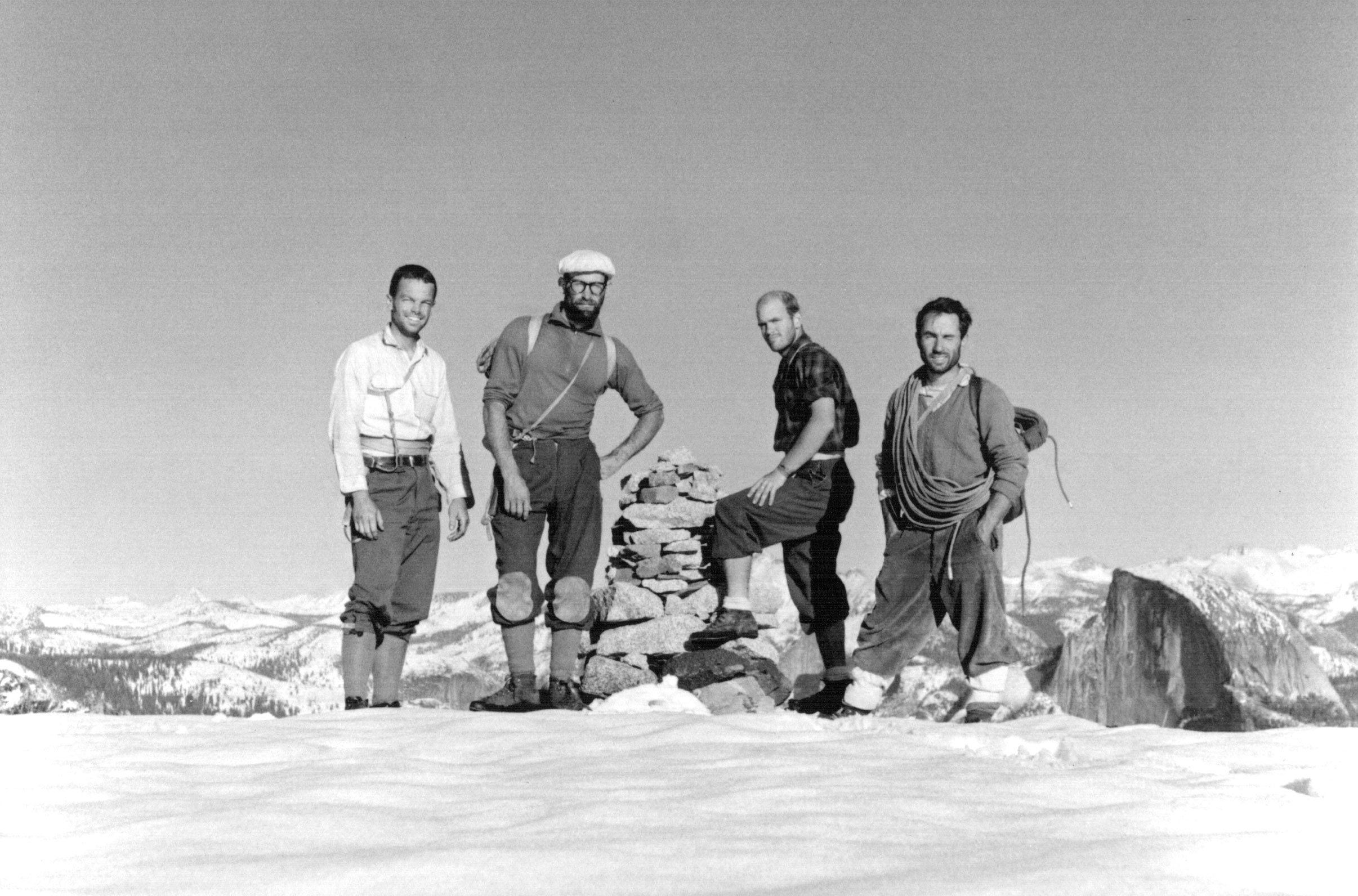
(v.l.n.r.) Tom Frost, Royal Robbins, Chuck Pratt en Yvon Chouinard op de top van El Capitan in Yosemite National Park op 30 oktober 1964

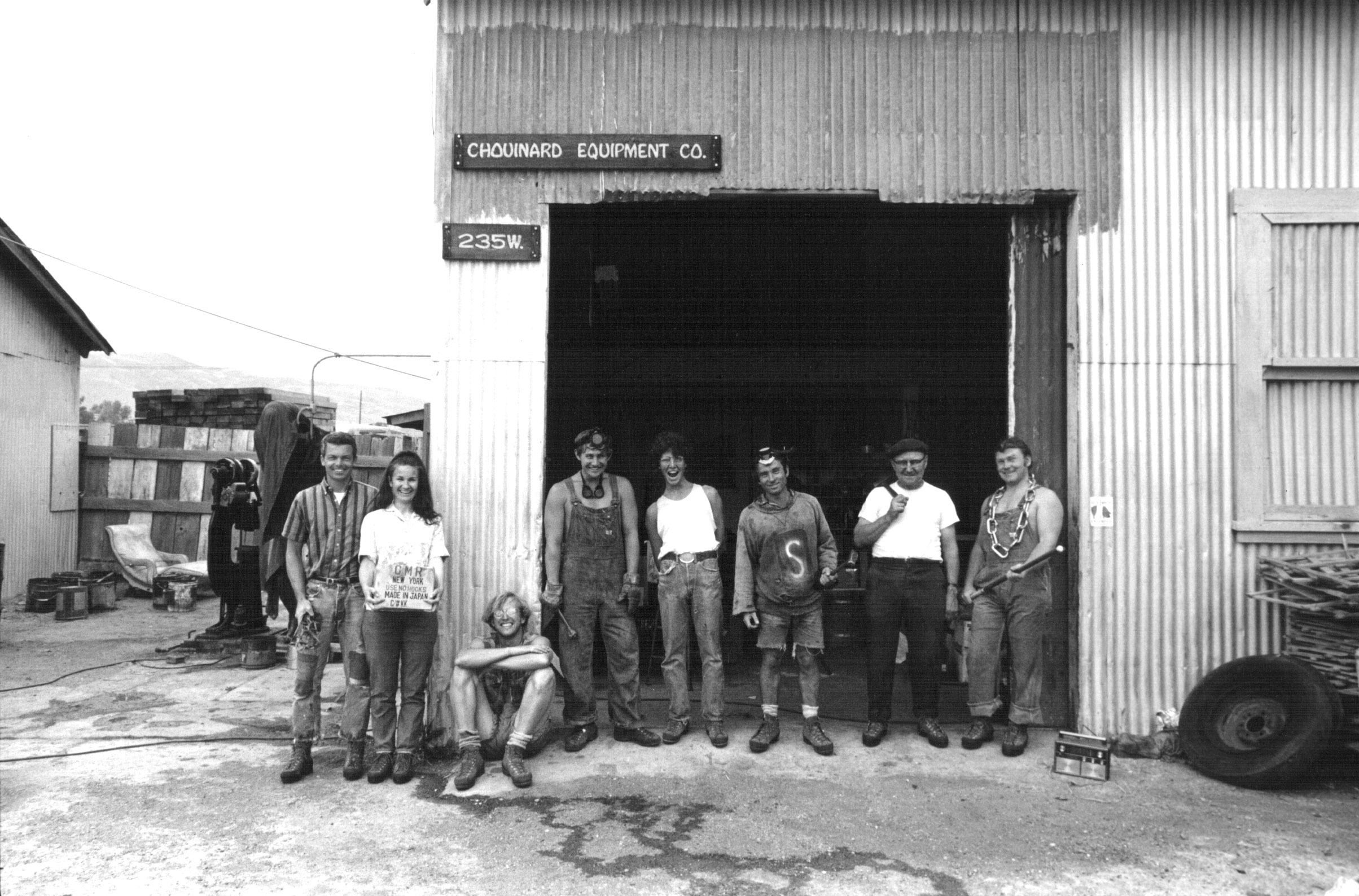
Chouinard Equipment in Ventura (1969)

Chouinard, zoon van Canadese immigranten afkomstig uit het Franstalige Quebec, werd op 9 november 1938 geboren in het stadje Lewiston in de Amerikaanse staat Maine. Op achtjarige leeftijd verhuisde hij met zijn gezin van Maine naar Burbank (Californië). Op school was Chouinard erg op zichzelf; hij was naar eigen zeggen het kleinste kind op school, sprak geen Engels en kreeg altijd ruzie. Hoewel hij uitblonk in atletiek, voelde hij zich niet op zijn gemak bij teamsporten en hield hij er niet van om in het zicht van anderen te moeten presteren.
Al op jonge leeftijd werd hij lid van de Sierra Club, een milieuorganisatie die eind 19de eeuw werd opgericht, om natuurgebieden te beschermen. Op de middelbare school raakte hij gefascineerd door valkerij – hij was als een van de oprichters van de Southern California Falconry Club – en leerde hij kliffen beklimmen en afdalen om valkennesten te bereiken. Na een ongeluk bij het afdalen besloot hij zich vooral te richten op de beklimming.

### Bergbeklimmen
Chouinard bleek een groot natuurlijk talent voor klimmen te bezitten en sloot zich aan bij de lokale klimvereniging. Hij werd actief lid van de American Alpine Club en schreef invloedrijke artikelen over vrij klimmen. Hij hoorde tot de kleine groep vernieuwende klimmers die de jaren 1960 maakten tot de Golden Age of Yosemite Climbing (de Gouden Eeuw van de Klimsport in Yosemite National Park). Chouinard heeft El Capitan zes keer beklommen, waarvan twee eerste beklimmingen van ongemarkeerde routes, de North America Wall in 1964 en de Muir Wall in 1965. Ook beklom hij de Half Dome en andere rotsformaties in het park. Chouinard wordt gezien als een van de pioniers van het Amerikaanse rotsklimmen.

### Chouinard Equipment en Patagonia
Chouinard rondde in 1956 zijn middelbare schoolperiode af en om in zijn levensonderhoud te voorzien startte Chouinard in 1957 met de verkoop van zelfgemaakt klimmateriaal aan bevriende bergbeklimmers in Yosemite Valley, vanuit de kofferbak van zijn auto. Hij had een tweedehands kolengestookt smidsvuur en aambeeld gekocht en produceerde in een omgebouwd kippenhok in de achtertuin van zijn ouders. Chouinard concentreerde zich uitsluitend op de pitons, waarvan hij er twee per uur kon maken. Toen vrienden van vrienden ook interesse kregen in zijn zelfgemaakte pitons van gehard staal, kon hij niet langer alles met de hand produceren. Daarom richtte hij in 1965 samen met klimpartner Tom Frost Chouinard Equipment op. Vijf jaar later was het bedrijf de grootste leverancier van klimmateriaal in de Verenigde Staten geworden.
Rond dezelfde periode ontdekte Chouinard tijdens een klimvakantie in Schotland dat rugbyshirts geschikt waren om als klimkleding te fungeren. Om de nauwelijks winstgevende klimmateriaaltak financieel te ondersteunen startte Chouinard met de import van deze shirts om ze in de Verenigde Staten te verkopen. De truien werden populair onder de lokale klimgemeenschap in Californië en door mond-tot-mondreclame duurde het niet lang voordat het bedrijf ook bestellingen ontving uit landen als Nieuw-Zeeland en Argentinië. Hiervoor richtte Chouinard in 1973 het merk Patagonia op, vernoemd naar de bergachtige regio Patagonië in Zuid-Amerika.
Patagonia groeide uit tot een bedrijf met een geschatte omzet van ruim een miljard dollar in 2020. Het financiële succes van het bedrijf heeft Chouinard de mogelijkheid gegeven meermaals actie te ondernemen op het gebied van milieu en klimaat, maar ook maatschappelijk welzijn en politieke ontwikkelingen.
Op 14 september 2022 werd bekend dat Chouinard het bedrijf – met op dat moment een geschatte waarde van bijna drie miljard dollar – per direct en zonder overnamesom had overgedragen aan twee stichtingen, Patagonia Purpose Trust en Holdfast Collective. Alle winst die Patagonia niet hoeft te herinvesteren in de eigen bedrijfsvoering gaat als dividend naar Holdfast Collective, met als doel daarmee projecten te financieren om klimaatverandering tegen te gaan.
Het tijdschrift Time zette Chouinard in 2023 in de lijst van de honderd invloedrijkste personen ter wereld.

## Persoonlijk leven
Chouinard trouwde in 1971 met een kunststudente en tevens bergbeklimmer. Met haar kreeg hij twee kinderen.
Naast bergbeklimmer is Chouinard een surfer, kajakker en valkenier en is hij een fervent vliegvisser.
- Bibsys: 5088603
- Bibliothèque nationale de France: cb125970198 (data)
- CiNii: DA03366971
- Gemeinsame Normdatei: 10994187X
- International Standard Name Identifier: 0000 0000 8371 288X
- Library of Congress Control Number: n77017765
- Bibliotheek van het Japanse parlement: 00435958
- Nationale Bibliotheek van Tsjechië: mzk2014844427
- Nederlandse Thesaurus van Auteursnamen: 068171978
- SNAC: w6d80dp7
- Système universitaire de documentation: 099592959
- Trove: 1080164
- Virtual International Authority File: 34577220
- WorldCat: E39PBJf4cmrRtxydh3ctg7WqwC